# Ermita de la Mare de Déu de la Roca
|  | Per al santuari de la Guingueta d'Àneu, vegeu Mare de Déu de la Roca. |

L'Ermita de la Mare de Déu de la Roca és una ermita situada a Mont-roig del Camp (Baix Camp). Es troba a 294 metes d'altitud, damunt una roca molt erosionada.
L'any 2022 va ser declarada Bé Cultural d'Interès Nacional, en la categoria de Monument Històric.

## Descripció
El santuari marià està situat al cim d'una roca que s'alça a l'oest de la vila, que l'erosió ha configurat d'una manera característica. Està orientada a ponent, amb unes mides de 20x7 metres, sense comptar les capelles laterals, i té la façana arrebossada. Al davant hi ha una petita plaça porticada.
És una petita capella d'una sola nau quadrangular, feta amb carreus, en part excavada a la roca de pedra sorrenca vermella. Té un petit campanar cec als peus. La capella té un cor alt als peus i un cambril a la capçalera amb la imatge de la Verge.
En una restauració recent, s'ha posat al descobert una part de la façana, amb una porta cegada, amb arc rodó adovellat, de l'any 1655, al costat esquerre de la porta d'entrada a la capella (centrada respecte a la façana), que porta la data de 1785.
Seguint un passadís que passa pel "Fossar de les Monges" (on no s'han trobat restes humanes), es puja per uns graons tallats a la mateixa roca, a una petita capella rectangular, sense decoració, dedicada a Sant Ramon, situada al cim d'una roca molt erosionada en la base.

## Història
S'han trobat restes de ceràmica ibèrica al fer-se una placeta i una font sota l'ermita.
L'existència de l'ermita està documentada en un testament atorgat el 12 de maig de 1299. Hi ha una llosa al pòrtic de la placeta amb la inscripció "B(eata). M(aria). Giberga. Me. Fecit. Ann(orum) 1591".
Als peus de l'església, hi ha una llosa funerària amb la data de 1737. El juny de 1811, amb l'atac de Suchet al poble, l'ermita va ser saquejada i incendiada. L'edifici va quedar quasi enderrocat, i la imatge se salvà perquè prèviament havia estat amagada en un avenc. Després de la guerra del francès, l'any 1814, es va reconstruir. Durant la primera guerra carlina es va tancar l'ermita, i la imatge no hi va retornar fins al 1841. La imatge de la Verge amb el nen, de fusta ennegrida, sembla del segle xviii. Aquesta imatge, juntament amb altres elements de l'ermita i l'arxiu va ser cremada el 1936.
Sembla que del 1439 al 1835 en tingueren cura els frares d'Escornalbou i una tradició no provada hi esmenta un convent de benedictines. Segons la tradició la imatge original havia estat trobada per un pastor sota una palmera. Segons Joan Amades, el costum d'encendre grans fogueres a la Roca la nit de sant Joan, costum que es conservà fins a finals del segle xix, era una reminiscència de cultes pagans.
Damunt l'ermita de la Roca hi ha la capella de Sant Ramon, emblanquinada per servir de guiatge als mariners; la imatge del sant havia estat trobada a la mar i la primera capella fou construïda vers el 1818. L'ermita, molt batuda pel vent, va ser abandonada durant la primera guerra carlina. Fou restaurada el 1902 per un grup de dones de Mont-roig i els reusencs Miquel Herrera i Prudenci Anguera. Des de la capella es domina una extensa i bella panoràmica que abasta una trentena de pobles.

## Ruta Miró
El santuari forma part de la ruta turística 3MR ("Mirar, Miró, Mont-roig"). Joan Miró va pintar el quadre Mont-roig, Sant Ramon (1916) que és la visió de la capella de Sant Ramon des del darrer tram del camí vell que ve del poble.

## Llegenda de la relliscada del rei moro
Aquest lloc du associada una llegenda que s'ha mantingut en el pas del temps:
Una vegada hi havia un rei moro, que amb el seu cavall, va anar a l'ermita de la Roca. Va pujar a dalt l'ermita de Sant Ramon i va robar la llàntia d'argent que hi havia. Va baixar, va entrar a l'església i allí va robar les joies de la Mare de Déu. Mentre robava, van començar a sortir núvols, es feia fosc, i se sentien trons i llamps. El rei va sortir a la plaça, va pujar a dalt del cavall i va marxar, portant tot allò que havia robat. Però el cavall en sentir l'espetec dels trons i llamps que no paraven, es va desbocar, i quan era a la '"baixada del rei moro"', va relliscar, i cavall i rei van caure a baix d'un barranc fondo que hi ha al costat i allà van morir. En eixa baixada encara es veuen les relliscades del cavall.
Hi ha qui diu que encara es pot veure la silueta del rei moro i la del cavall, a l'altre costat del barranc; si no ho tapen les herbes.

## Festes
El 8 de setembre es celebra un romiatge popular. Durant aquests festa s'hi balla el Ball de Coques, amb la primera referència el 1816, i històricament s'hi havien ballat altres balls com: La Moixiganga (1816), Bastonets (1816), Cercolets (1816), Moros i Cristians (1816, 1851, 1877), Ball de Gitanes (1816), Ball de Dames i Vells (1816), Ball de Valencians (1816, 1851), Ball de la Rosaura (1851), Ball de la Sebastiana del Castillo (1877), el Ball de Diables (1816) i els Xiquets de Valls (1877).